# Lexitropsine
Der Bezeichnung Lexitropsine beschreibt eine Gruppe DNA-bindender Moleküle, die Analoga der Antibiotika Netropsin und Distamycin sind und in der kleinen Furche eines DNA-Doppelstrangs binden können.

## Eigenschaften
Einige Lexitropsine weisen antibakterielle Eigenschaften auf. Basierend auf Lexitropsinen wurden sequenzspezifische DNA-Alkylierungsmittel erzeugt. Die Alkylierungsmittel besitzen teilweise Anti-Tumor-Wirkungen. Daher wurde eine Verwendung von Lexitropsinen als Chemotherapeutika untersucht.
Je nach Aufbau des Lexitropsins werden unterschiedliche DNA-Sequenzen gebunden. Dabei binden sie an einen Bereich von vier bis sechs Nukleotiden. Manche Lexitropsine binden als Dimer an die kleine Furche ihrer Ziel-DNA-Sequenz in einer Kopf-Schwanz-Orientierung, d. h. zwei Lexitropsine binden pro doppelsträngiger Zielsequenz.

## Ausgewählte Vertreter
| Lexitropsine   |               |               |               |               |               |               |               |
| Name           | Lexitropsin A | Lexitropsin B | Lexitropsin C | Lexitropsin D | Lexitropsin E | Lexitropsin F | Lexitropsin G |
| Strukturformel |               |               |               |               |               |               |               |
| R1             | CH            | CH            | N             | N             | CH            | N             | N             |
| R2             | CH            | N             | CH            | N             | N             | CH            | N             |